# 杨健 (足球运动员)
杨健（1988年10月4日—），中国足球运动员，司职防守中场。

## 俱乐部生涯
2006年，18岁的杨健进入中国足球超级联赛球队深圳金威的一线队名单。2007年，此前担任梯队教练的张军升帐为主教练，在一队不断流失主力的大背景下大力提拔重用年轻新秀。2007年9月15日，杨健获得机会在深圳金威客场0比5不敌山东鲁能泰山的联赛中首发登场，上演职业生涯的联赛首秀。他在该赛季最后4轮都得到首发出场的机会，整个赛季总共出场5次（334分钟）。但他在2008赛季因伤未能再为球队出场，并在赛季结束后被挂牌。
虽然杨健在2009赛季的二次转会中一度接近加盟中甲联赛球队四川队，但直到2012年，他才重新回归职业足球联赛，追随张军加盟由前深圳队球员和教练组成员组建的深圳风鹏参加中国足球乙级联赛。他在2012赛季作为主力出场28次，射进7球，是对内最佳射手，但深圳风鹏在附加赛半决赛不敌湖北华凯尔，最终仅获得季军，无缘升级。
2013年1月，杨健再随深圳风鹏主教练张军加盟中甲球队广东日之泉。位置再度后移，从出道时的二前锋改为组织性中场，并包办定位球。

## 国家队生涯
杨健是中国国少队赢取2004年亚少赛冠军的成员，他在小组赛第二轮中国2比1击败朝鲜的比赛中射进一球。杨健还代表中国国少队参加2005年世界少年足球锦标赛。